# Henri Aalto
Henri Aalto (Espoo, 20 aprile 1989) è un ex calciatore finlandese, di ruolo difensore.

## Carriera

### Club

#### Honka
Dopo aver giocato in diverse squadre finlandesi, esordisce il 27 aprile 2008 in Honka-MyPa 2-0, prima giornata di campionato, entrando nel finale. Nel 2008 viene ceduto in prestito al Grankulla IFK, squadra nella quale gioca 10 incontri di campionato, prima di tornare ad Espoo. L'Honka chiuderà il campionato al secondo posto dietro l'Inter Turku e guadagnando l'accesso alla UEFA Europa League 2009-2010. Nella stagione 2009 gioca tredici incontri di campionato di cui dieci da titolare. In Europa League la squadra finlandese si fa superare nel doppio scontro dagli azeri del Futbol Klubu Qarabağ Ağdam per 3-1 (0-1 in casa e 2-1 in trasferta). In campionato l'Honka conclude al terzo posto sfiorando nuovamente la vittoria del titolo ma guadagnando l'accesso alle competizioni europee. Nel 2010 disputa nove partite di Veikkausliiga di cui sei dall'inizio e realizza una rete. In Europa l'Honka non passa il turno estromesso dal Bangor City 3-2 (1-1 a Espoo e 1-2 a Bangor). In campionato i gialloneri colgono il quarto posto che li mantiene per un altro anno in Europa League. Nel 2011 gioca due partite.

#### SJK
All'inizio della stagione 2015 si è trasferito all'SJK.

### Nazionale
È stato già selezionato una decina di volte dalle squadre Under-19, Under-20 ed Under-21 della Finlandia.

## Palmarès

### Club

#### Competizioni nazionali
- Veikkausliiga: 1

SJK: 2015
- Suomen Cup: 2

Honka: 2012
SJK: 2016
- Liigacup: 3

Honka: 2010, 2011, 2022